# Rivière Saint-Nicolas
Rivière Saint-Nicolas är ett vattendrag i Kanada.   Det ligger i provinsen Québec, i den östra delen av landet, 700 km nordost om huvudstaden Ottawa.